# Werner Bettenhäuser
Werner Bettenhäuser (* 3. Mai 1886 in Meine, Gifhorn; † 12. September 1959 in Halver, Westfalen) war ein deutscher Marineoffizier, zuletzt Vizeadmiral (Ing.) der Kriegsmarine.

## Leben
Werner Bettenhäuser trat am 1. Oktober 1906 in die Kaiserliche Marine ein. Nach der Ausbildung diente er als Marine-Ingenieur im Range eines Leutnants zur See bis Mai 1916 auf der Pommern. Am 27. Mai 1916 wurde er Marine-Oberingenieur im Range eines Oberleutnants zur See. Bis Juli 1916 wurde er zur Verfügung bei der 2. Matrosendivision (Wilhelmshaven) gestellt.
Anschließend diente er auf den Großen Torpedobooten G 90 und G 93, dort als Leitender Ingenieur. Als am 30. März 1918 das Torpedoboot G 93 in einem Minenfeld, in dem vorher weitere Boote der 14. Torpedobootshalbflottille gesunken waren, einen Treffer erhielt, wurde Bettenhäuser schwer verwundet.
Bis September 1918 stand er zur Verfügung der 1. Matrosendivision (Kiel). Anschließend wurde er als technisches Mitglied bis Kriegsende zur Torpedoboots-Abnahmekommission kommandiert.
Nach dem Ende des Ersten Weltkriegs wurde Bettenhäuser in die Reichsmarine übernommen. Am 1. April 1921 wurde er Kapitänleutnant (Ing.) und am 1. April 1926 an Bord der Hannover Korvettenkapitän (Ing.). Im gleichen Jahr wurde er zur Reichsmarinewerft Wilhelmshaven bzw. als Leitender Ingenieur auf das Linienschiff Schlesien versetzt. Am 1. Oktober 1930 wurde er zum Fregattenkapitän (Ing.) befördert.
Von Oktober 1931 bis November 1939 war er Kommandeur der Marineschule Kiel. Hier wurde er am 1. Oktober 1936 zum Konteradmiral (Ing.) befördert. Mit der Einrichtung im Juli 1941 übernahm er die (Kriegs-)Marinewerft Libau. Am 31. August 1943 wurde er aus der Kriegsmarine verabschiedet.